# Burg Fracstein
Die Burg Fracstein ist die Ruine einer Höhlenburg auf dem Gebiet der Gemeinde Seewis in der Klus am Eingang zum Prättigau im Schweizer Kanton Graubünden.

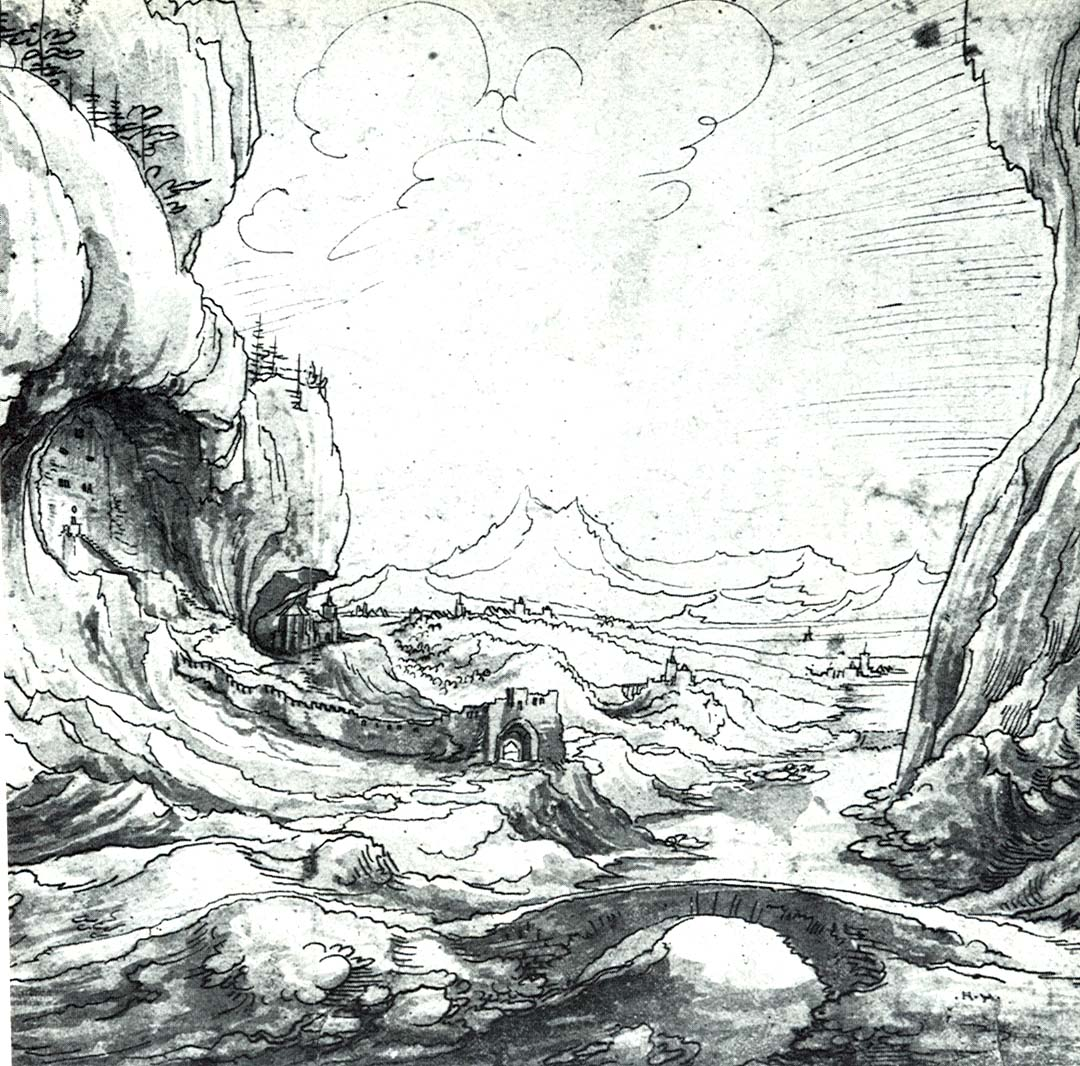
Fracstein auf einer Zeichnung von 1552

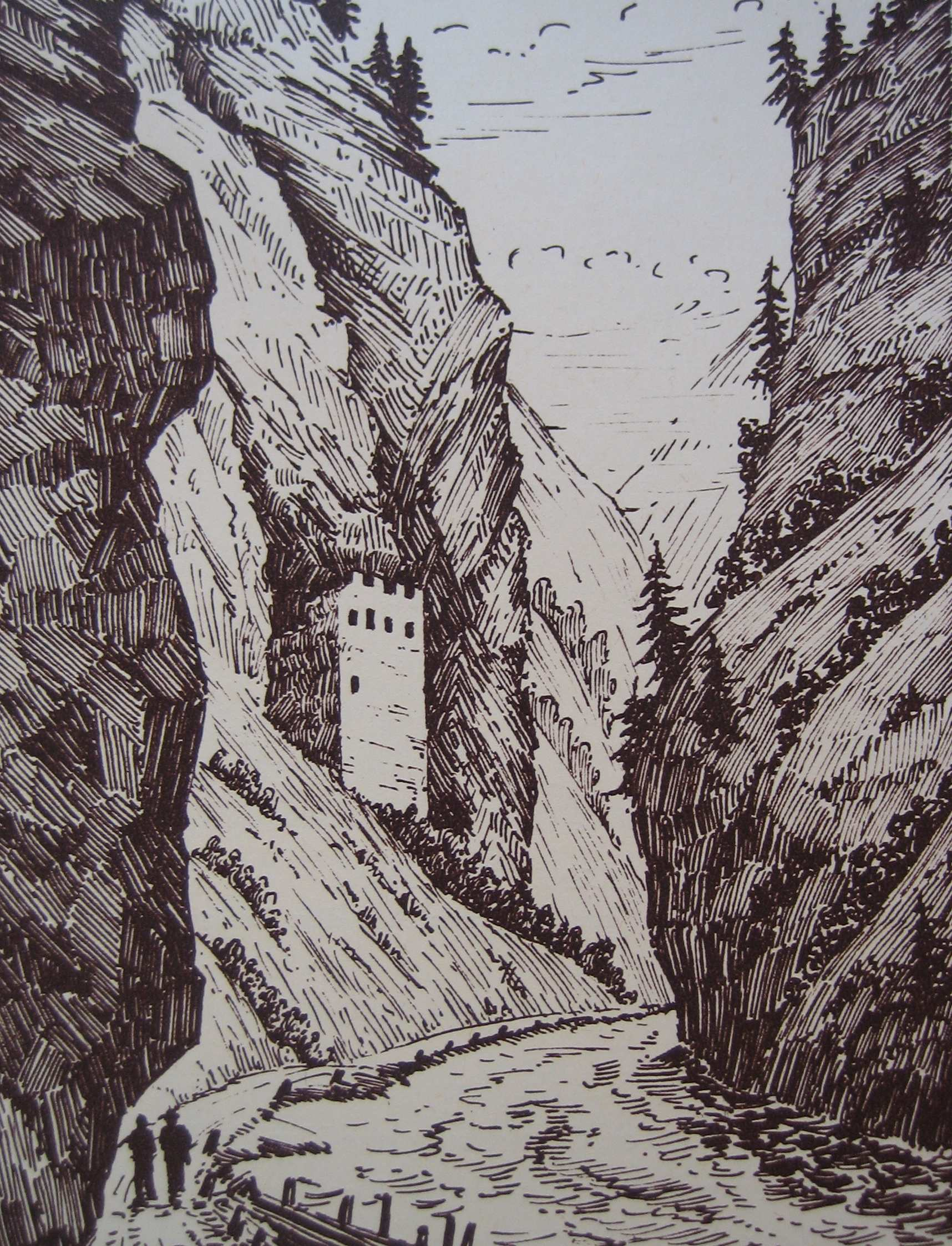
Zeichnung von H. Kranek, 1830

## Lage
Die Burg Fracstein stand am Fuss einer Felswand auf der rechten Seite der Landquart. Die Bedeutung von Fracstein lag in ihrer Lage an der Verbindungsstrasse vom Zürichseeraum zum Flüelapass. Zugang: Von der alten Kantonsstrasse aus führt ein kleiner Durchgang durch die Stützmauer auf die Schutthalde am Fuss der Felswand. Die Ruine ist über einen schmalen steilen Pfad in fünf Minuten problemlos erreichbar.

## Name
Über die Herkunft des Namens herrscht wenig Klarheit. An und für sich würde die Deutung saxa fracta zur Lage der Burg am Fuss einer senkrecht abfallenden Felswand passen. In den Urkunden hingegen erscheint der Name viermal als Fragenstein, erstmals 1338, letztmals 1509; 1344 wird einmal die Burg ze Fragstein erwähnt.
Ulrich Campell hält den Ursprung des Namens für deutsch und vermutet einen Zusammenhang mit dem mittelhochdeutschen Verb vragen (= fragen, forschen), was jedoch höchstens im Zusammenhang mit einer Zollstätte Sinn ergäbe. Auch ist schwer nachzuvollziehen, warum ein mittelalterlicher Burgherr seine Burg mitten im rätoromanischen Sprachraum nach einem deutschen Verb benennen sollte. Logischer erscheint eine Herkunft aus einer ursprünglichen Bezeichnung Ragenstein (unter dem aufragenden Felsen), was durch uf Ragenstein zu Frakstein geführt haben könnte. Ob also der erste Wortteil romanischen oder deutschen Ursprungs ist, kann nicht mehr festgestellt werden. Offenbar wurde der Name bereits zu Campells Zeiten um 1573 nicht mehr verstanden.

### Burg
Vom Hauptgebäude sind nur noch einige Mauern aus Bruchsteinen erhalten, manchmal in Opus spicatum. Der Haupttrakt bestand aus einem länglichen Rechteck mit einer zurückverlagerten Verlängerung an der einen nördlichen Schmalseite. Die Rückseite der Burg bestand aus dem natürlichen, weit vorspringenden Fels, der ein mächtiges Schutzdach bildete. Im Innern deutet eine unregelmässig verlaufende Baufuge darauf hin, dass der Bau auf den Trümmern eines älteren Gebäudes aufgebaut wurde. Von besonderem Interesse ist die Wasserversorgung: Da weder ein Sodbrunnen noch eine Zisterne angelegt werden konnten, wurde das Wasser westlich der Burg oberhalb der Felswand gefasst und mit hölzernen Rohrleitungen zur Burg geführt.
Das Gebäude bestand aus vier Stockwerken, von denen das dritte als Wohngeschoss ausgebaut war. Im dritten Geschoss lagen die Hauptwohnräume, von denen an einem Fenster noch eine Sitznische erhalten ist. Wie sich aus Aussparungen am inneren Verputz erkennen lässt, waren die einzelnen Geschosse mit Holzwänden unterteilt. Der Hocheingang auf der Höhe des zweiten Geschosses ist auf der östlichen Schmalseite noch gut erhalten. Er war durch eine Treppe auf der Ostseite zugänglich. Die talseitige Mauer wurde mit Zinnen mit einem weiten Abstand abgeschlossen. Das Dach war wohl an den Fels angelegt und fiel nach Süden schräg ab.

### Zeichnungen
Beachtenswert sind die zahlreichen Ritzzeichnungen im Verputz auf der östlichen Innenseite des Wohnbaus; wenn man weiss, wo sie zu finden sind, kann man sie immer noch gut erkennen. Sie stammen aus dem Hochmittelalter und stellen verschiedene Helme sowie Wappen einiger lokaler Rittergeschlechter dar wie die Aspermont, die Belmont, die Rhäzüns und andere.

### Haus des Burgpfaffen und Kirche
In unmittelbarer Nähe des Hauptgebäudes liegen die Reste eines kleinen, ehemals dreistöckigen Wohnhauses, das wohl die Unterkunft des sogenannten „Burgpfaffen“ war. Der Wohnraum lag im zweiten Stock. Unmittelbar daneben stand eine dem St. Aper geweihte kleine Kirche, die 1370 erstmals und 1520 letztmals genannt wird. Heute sind nur noch ein paar Fundamente zu sehen. Das Haus war an die Felswand gelehnt und bestand aus einem quergeteilten Bau mit einem steilen Pultdach. In Innern sind noch Wandnischen, Reste eines Schüttsteins und einer Heizanlage zu sehen.

### Mauer
Praktisch verschwunden ist auch die Letzimauer, die vom Fuss der Wand bis zum Ufer der Landquart führte und die Schlucht abriegelte. Aus dem Jahr 1552 ist jedoch ein Bild von Wolf Huber von Fracstein erhalten, das den damals schon zerfallenden Bau zeigt. Zudem erkennt man die Kapelle und die mit Schiessscharten und Zinnen bewehrte Mauer. An der Strasse stand ein Tor mit Gusserker, das von einem Spitzbogen überdacht war. Die hölzernen Türflügel waren mit Eisenblech und Eisenstäben verstärkt, weshalb der Name Ferraporta (Eisentür) aufkam, der sich in veränderter Form auf die nahe Burganlage übertrug. 1799 versuchten Bündner Truppen vergeblich, den Einfall der Franzosen bei Fracstein aufzuhalten. Durch Steinschlag, Verwendung als Steinbruch sowie durch den Bau der Eisenbahnlinie und der modernen Strasse wurde die Letzimauer bis auf geringe Reste zerstört.

## Geschichte

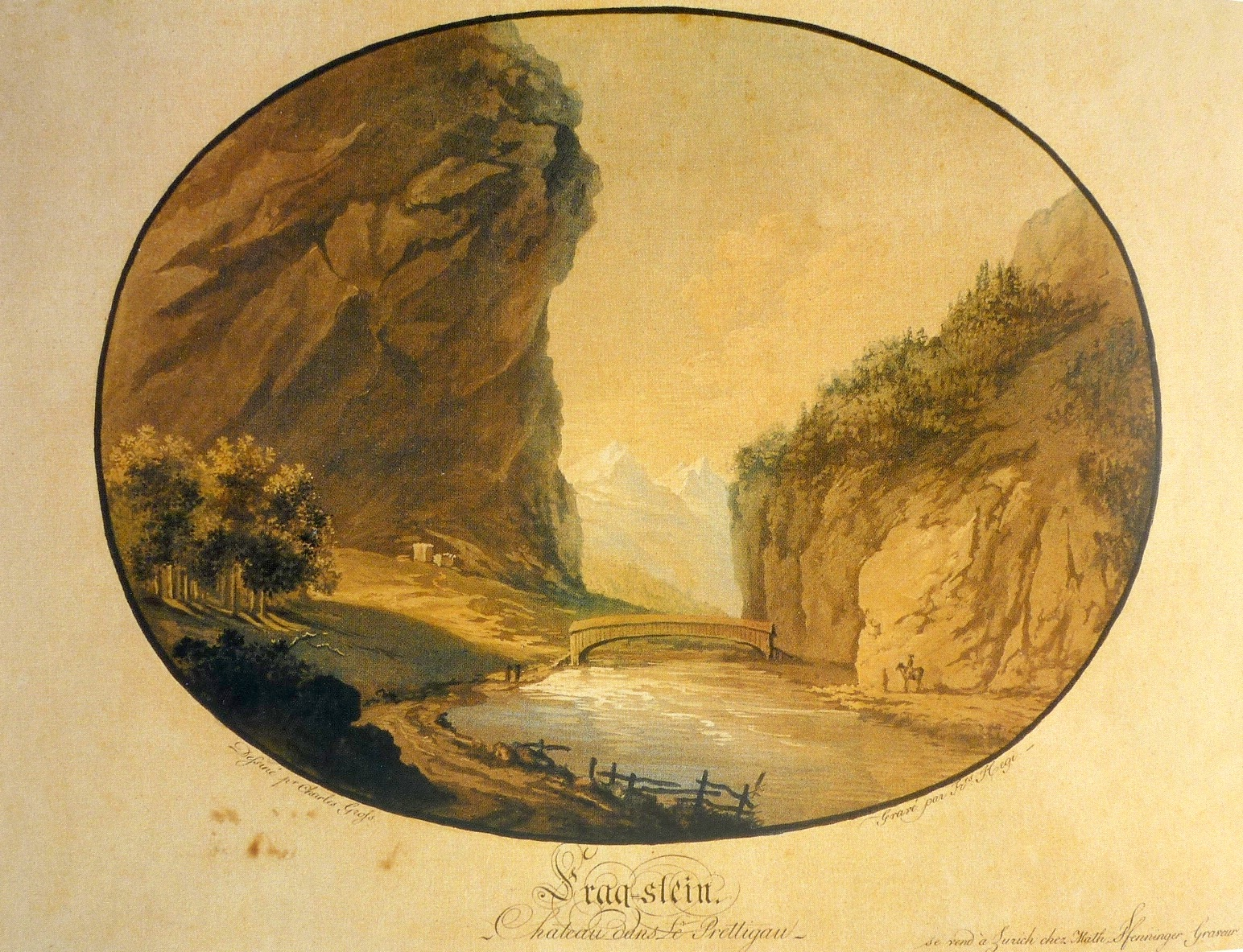
Klus mit Ruine Fracstein, um 1790

Wann Fracstein erbaut worden ist, weiss man nicht; es gibt diesbezüglich keine Quellenangaben. Im 13. Jahrhundert war das Schloss im Besitz der Herrschaften von Aspermont, die zu dieser Zeit in der Region von Maienfeld und im unteren Prättigau eine erfolgreiche Herrschaft aufbauten. Vermutlich waren sie die Erbauer der Hauptburg. Fracstein erscheint im 14. Jahrhundert zum ersten Mal in Texten, als die Herrschaft der von Aspermont aufgeteilt wurde. 1338 verkauften Eberhard und Ulrich von Aspermont die Erbgüter ihres Onkels Ulrich im Prättigau an Friedrich V. von Toggenburg und an Ulrich von Matsch. Sie behielten die Ländereien bis 1344, dann wurden sie aufgeteilt. Fracstein blieb im Besitz der zwei Familien, kam jedoch zum Prättigau und teilte fortan das Schicksal des Tales.
1436 starb mit Friedrich VII. der letzte Graf von Toggenburg, und Fracstein ging an die Ritter von Matsch über, die 1466 die Burg an Österreich verkauften. Die Gebäude wurden nicht mehr unterhalten und zerfielen. Im 16. Jahrhundert war Fracstein eine Ruine. Die Kapelle, die zum ersten Mal in einem Dokument von 1370 erwähnt wird, scheint bis zur Reformation um 1530 benützt worden zu sein. Später diente sie noch lange einem traditionellen ländlichen Frühlingsfest als Kulisse.
In den Bündner Wirren des 17. Jahrhunderts spielte Fracstein noch einmal eine Rolle: 1621 wurde die alte Talsperre von Oberst Alois Baldiron ausgebessert, und 1622 lag gar eine kleine österreichische Besatzung in der Burg, bis sie von den aufständischen Bewohnern des Prättigaus verjagt wurde. 1649 kaufte sich der Prättigauer Sechsgerichte-Bund von Österreich los, und Fracstein wurde Eigentum des Gerichtes von Schiers.

## Bilder

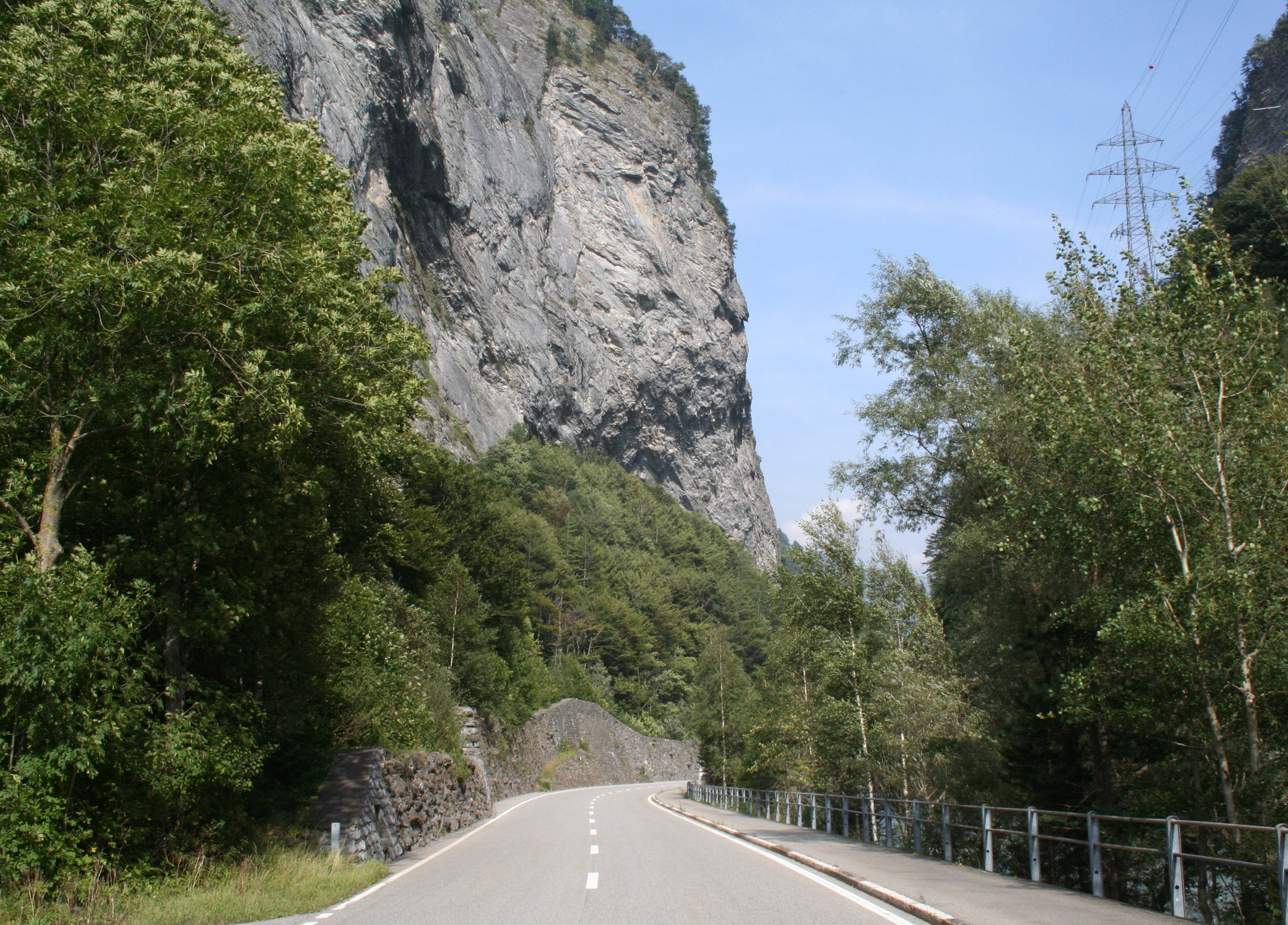
Die Ruine liegt am Fuss der Felswand
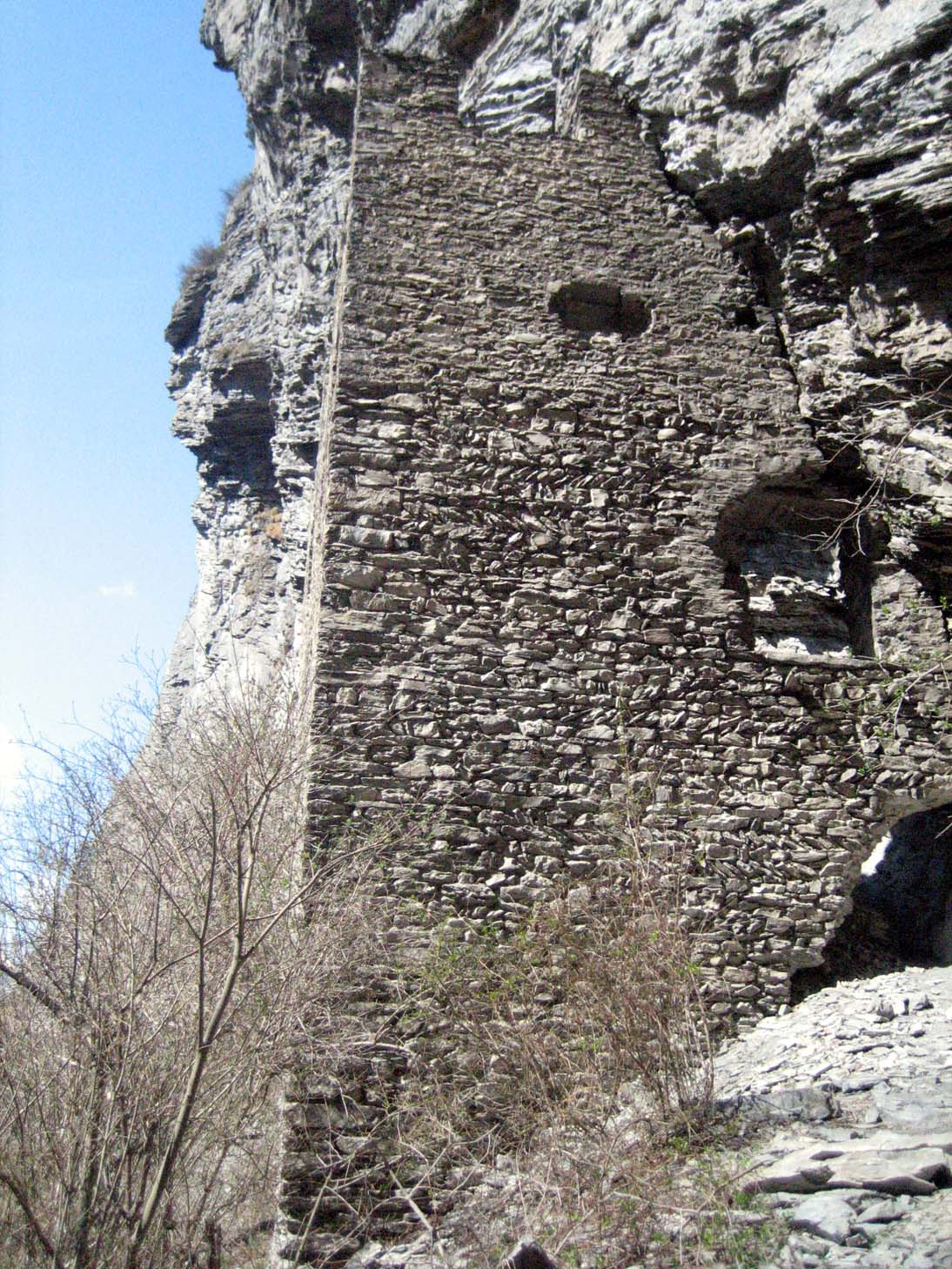
Ostseite mit jetzigem Eingang, in der Mitte der frühere Hocheingang
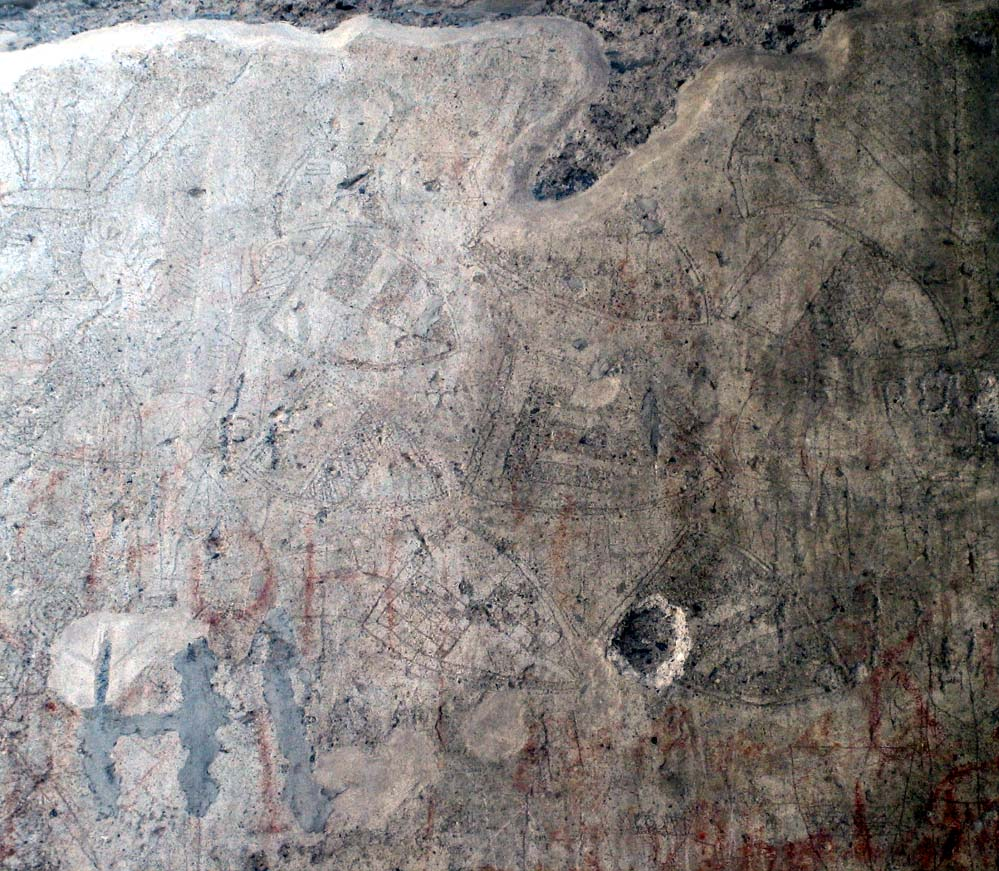
Zeichnungen an der Ostwand
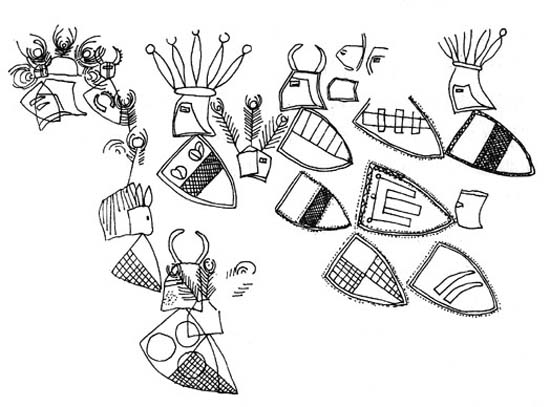
Rekonstruktion
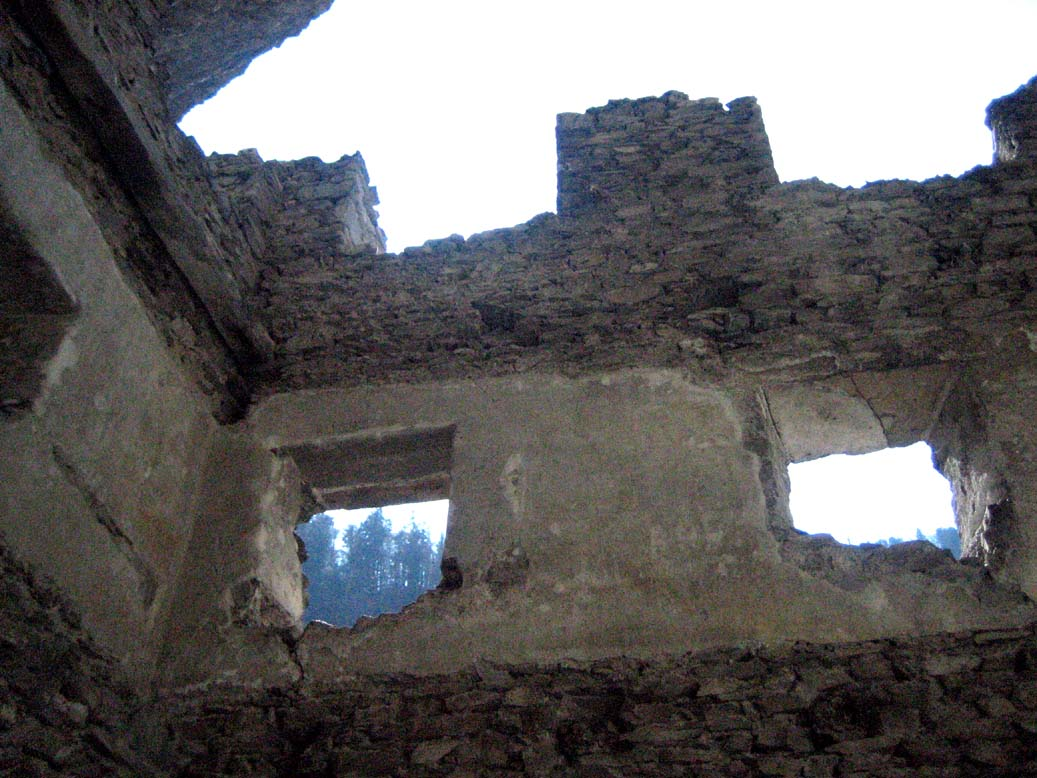
Südwand gegen das Tobel
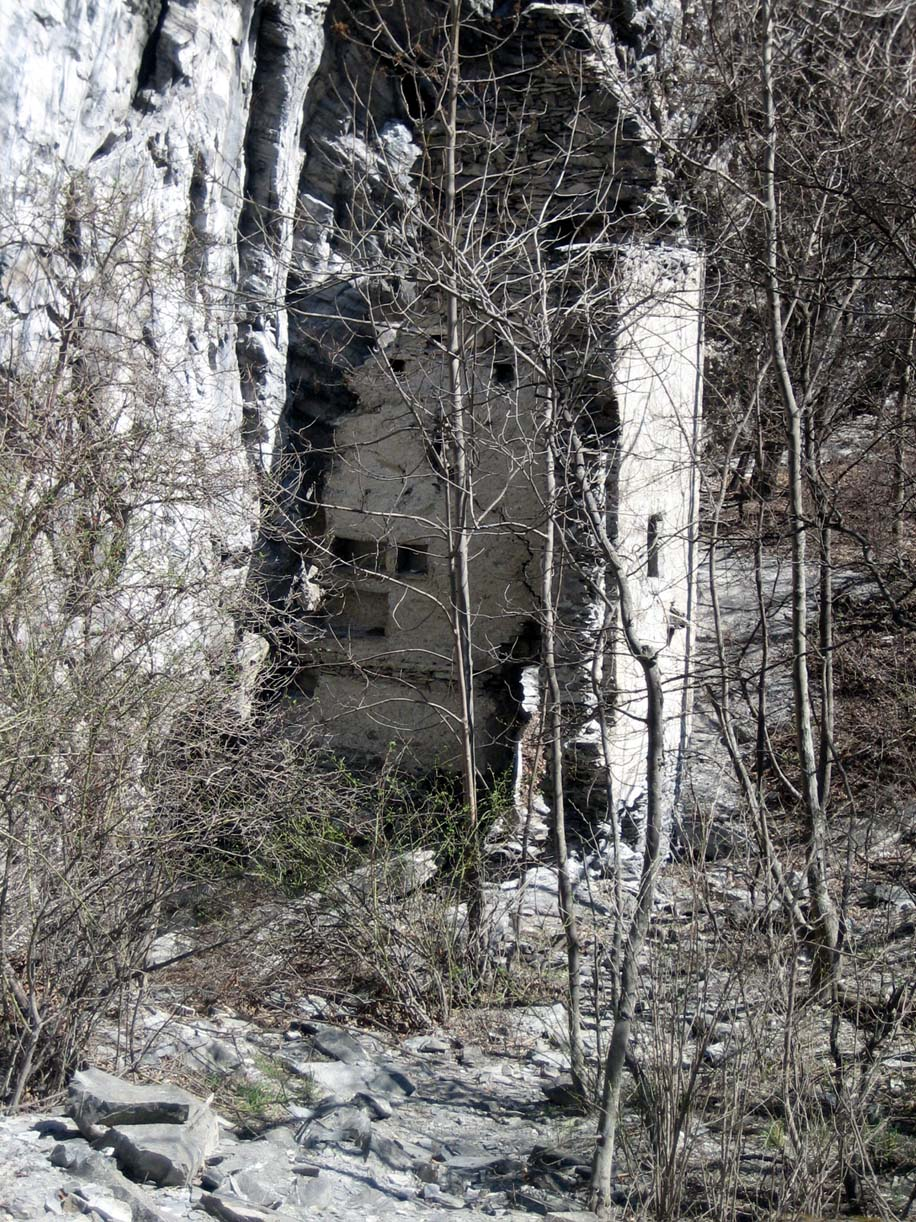
Haus des Burgpfaffen
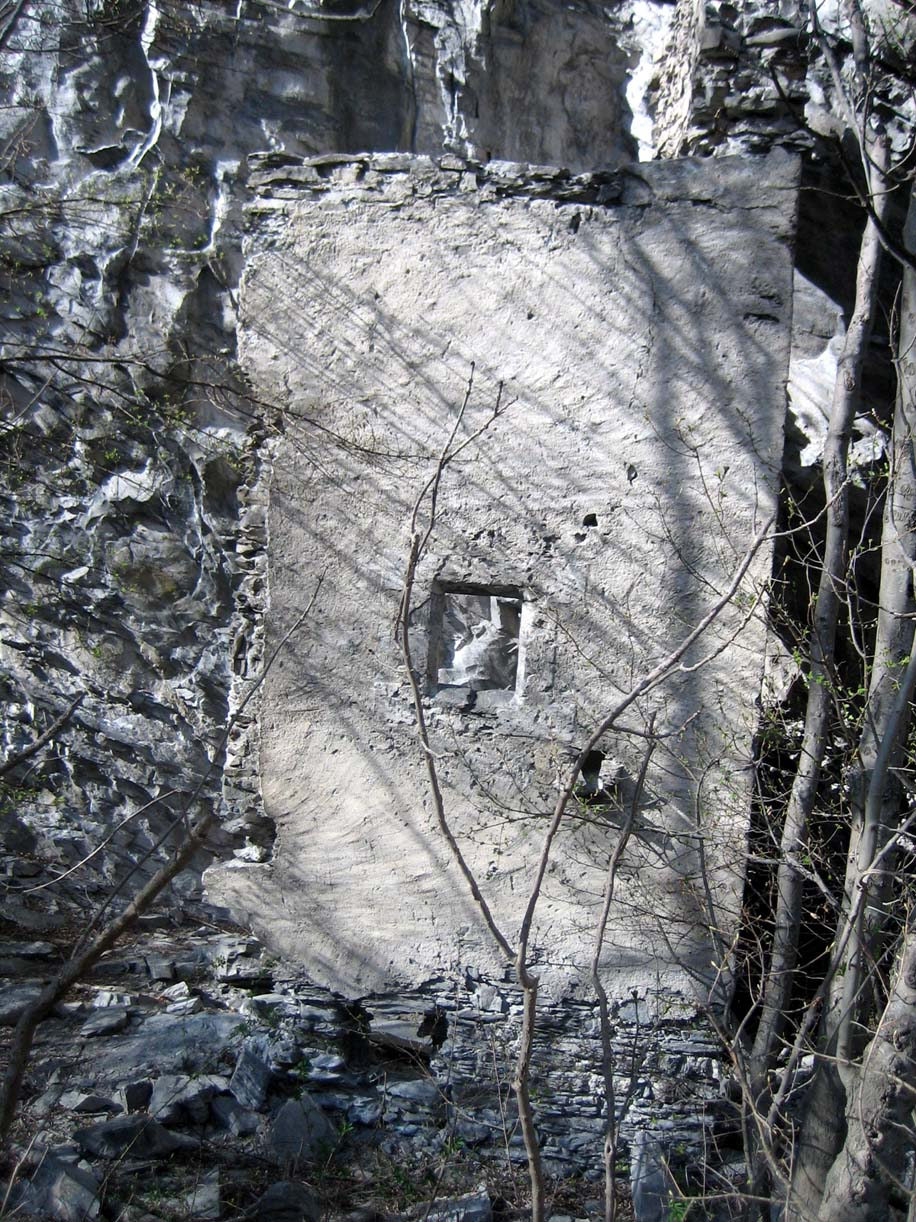
Südfassade des Pfaffenhauses
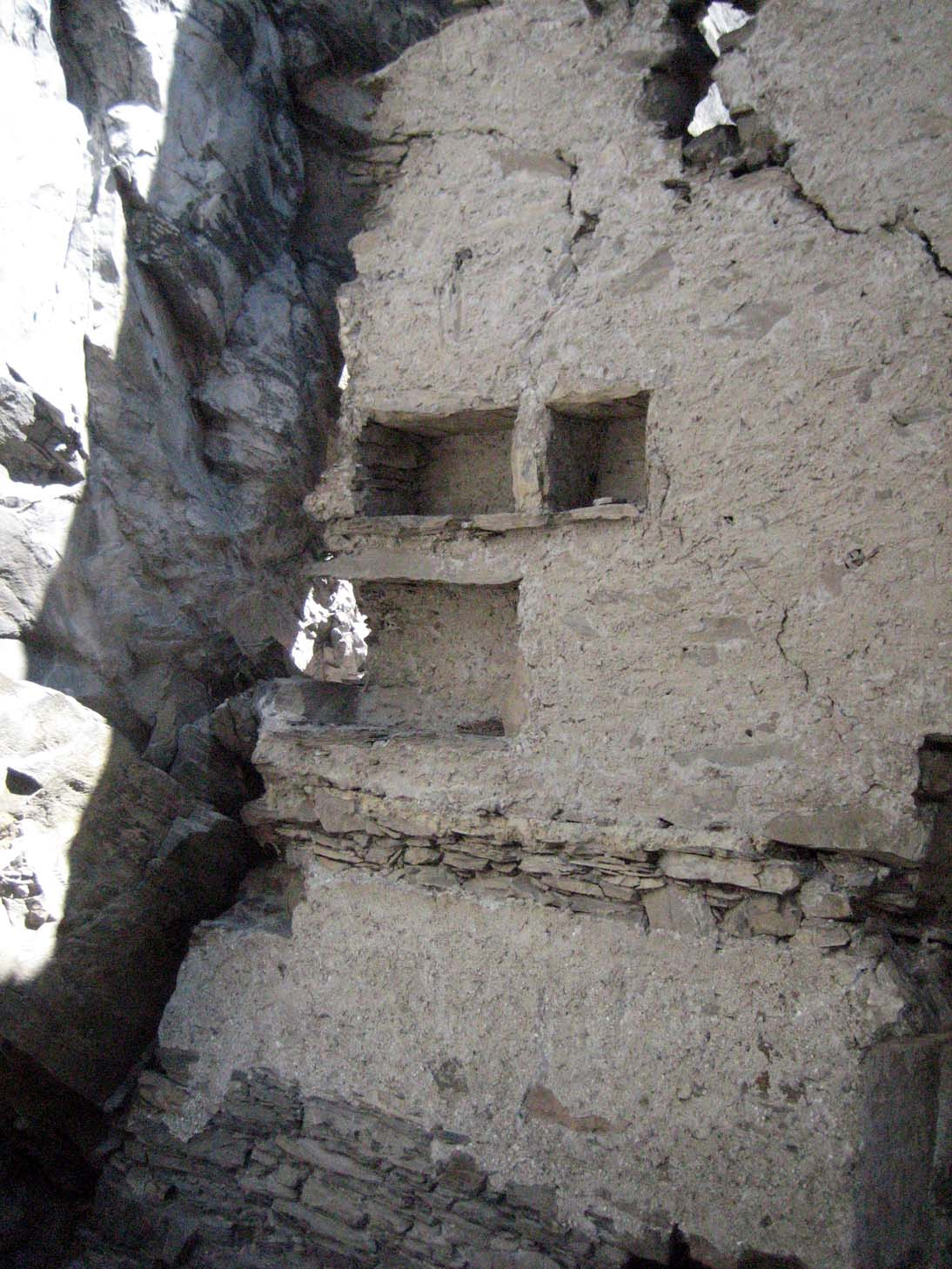
Östliche Innenwand